# 朴喙蝶
朴喙蝶（Libythea celtis）是蛺蝶科喙蝶亞科中的一個物種。該物種主要分佈於南欧、小亚细亚、中亚和巴基斯坦的契特拉山脉。朴啄蝶翅展达45mm至50mm。該物種的寄主为榆科的朴树。